# Pédale douce
Pédale douce (Br:Loucas Noites de Batom) é um filme francês de 1996, do gênero comédia dirigido por Gabriel Aghion. Houve uma continuação em 2004 com Pédale dure do mesmo diretor.

## Sinopse
Adrien Aymar é um executivo de um banco. Para fechar um contrato milionário será necessário participar de um jantar na casa do patrão, Alexandre Hagutte. Para esconder sua homossexualidade, convida a amiga Eva para se passar como sua esposa. Alexandre, apesar de casado com Marie, se encanta com Eva, dona de um restaurante gay. Diversos mal-entendidos e desencontros se desenvolvem, sob a trilha sonora que conta com Sans Contrefaçon de Mylène Farmer, que é cantada pelos protagonistas.

## Elenco
- Patrick Timsit...... Adrien Aymar
- Fanny Ardant...... Eva
- Richard Berry....... Alexandre Hagutte
- Michèle Laroque.... Marie Hagutte
- Jacques Gamblin........ Andre Lemoine
- Christian Bujeau...... Dr.Séverine
- Boris Terral..... Cyril
- Axelle Abbadie....... Claire, irmã de Marie
- Sacha Briquet..... Emilio, gerente de outro restaurante
- Dominique Besnehard....... Cozinheiro

## Prêmio
Fanny Ardant recebeu o César de melhor atriz de 1997. No mesmo evento, recebeu indicações de melhor filme, ator (Timsit), ator coadjuvante (Gamblin), atriz coadjuvante (Laroque) e roteiro para Aghion e Timsit.